# のりものだいすき!! 〜ヤッホー!しんかんせん・はたらくくるま〜
『のりものだいすき!! 〜ヤッホー!しんかんせん・はたらくくるま〜』は、キングレコードから発売された童謡のコンピレーション・アルバム。2008年5月21日発売。

## 概要
- 子供に人気の乗り物の歌22曲と、乗り物の効果音集を収録。

## 収録曲
- 1.ラッキードライブ!!
- 2.はたらくくるま
- 3.バスにのって
- 4.バスごっこ
- 5.はしるよ!新幹線!
- 6.ヤッホー!しんかんせん
- 7.はしれちょうとっきゅう
- 8.鉄道唱歌 [東海道編]
- 9.鉄道唱歌 山の手線
- 10.はたらくくるま 2
- 11.でんしゃだいすき!
- 12.汽車ポッポのカノン
- 13.汽車ポッポ
- 14.電車ごっこ
- 15.きかんしゃトーマスのテーマ
- 16.ぼくらのロコモーション
- 17.線路は続くよどこまでも
- 18.たのしいマウンテンバイク
- 19.汽車ぽっぽ
- 20.汽車
- 21.はたらくくるま 3
- 22.気球にのってどこまでも
- 23.のりもの効果音特集